# Party Rock
Party Rock es el primer álbum del dúo de música electrónica estadounidense LMFAO, publicado el 7 de julio de 2009 por Interscope Records. "I'm in Miami Bitch" fue el primer sencillo del álbum lanzado el 16 de diciembre de 2008. El segundo sencillo fue "La La La", salió a la venta el 8 de septiembre de 2009. El tercer sencillo, " Shots", fue lanzado el 13 de octubre de 2009. El último sencillo fue "Yes", el cual salió el 15 de diciembre de 2009 como el cuarto sencillo del álbum.

## Influencias
El álbum cuenta con importantes características electrónicas con influencias de la hip hop, 1980 synthpop y música Dance con letras sobre fiestas y pasar un buen rato en la vida nocturna. La versión EP fue lanzada el 1 de julio de 2008 a iTunes. El álbum fue nominado en el 52ª edición de los Grammy de Best Electronic / Dance Album. Fue seguido y mezclado en los KMA Music en Manhattan, Nueva York. LMFAO se inició en 2008 con su sencillo "I'm in Miami Bitch".

## Canciones
- "I'm in Miami Bitch" fue el primer sencillo del álbum, lanzado el 16 de diciembre de 2008. Alcanzó el puesto # 86 en el Reino Unido, # 51 en el  Billboard Hot 100, # 37 en el Canadian Hot 100, # 27 en Australia, y # 1 en el "Billboard" Hotseekers canciones. La canción fue utilizada como el tema principal de la serie Kourtney y Khloe Tome Miami. El "New York" versión de la canción fue utilizada como el tema principal de la serie Kourtney y Kim Toma Nueva York. Hasta la fecha, el video musical cuenta con más de 26.218.490 visitas en YouTube.

- "La La La" fue el segundo sencillo lanzado del álbum, lanzado el 8 de septiembre de 2009. Alcanzó el puesto # 55 en el "Billboard" Hot 100. También trazó # 38 en las canciones "Billboard" Pop, # 20 en el Billboard Songs "Rap", y # 1 en el "Billboard" Hotseekers canciones. Hasta la fecha, el video musical cuenta con más de 44.158.435 visitas en YouTube.

- "Shots" que cuenta con Lil Jon fue el tercer sencillo lanzado del álbum, lanzado el 13 de octubre de 2009. Alcanzó el # 77 en Australia, # 68 en el "Billboard" Hot 100, # 53 en el Canadian Hot 100, y # 2 en el Billboard "" Canciones Hotseekers. Hasta la fecha, el video musical cuenta con más de 103.223.340 de visitas en YouTube.

- " Yes" fue el cuarto sencillo lanzado del álbum, lanzado el 15 de diciembre de 2009. Alcanzó el puesto # 68 en el Canadian Hot 100. Hasta la fecha, el video musical cuenta con más de 38.230.930 visitas en YouTube.

## Lista de canciones
| Standard Edition |                             |          |  |
| N.º              | Título                      | Duración |  |
| 1.               | «Rock the Beat»             | 0:54     |  |
| 2.               | «I'm in Miami Bitch»        | 3:48     |  |
| 3.               | «Get Crazy»                 | 3:45     |  |
| 4.               | «Lil' Hipster Girl»         | 3:21     |  |
| 5.               | «La La La»                  | 3:29     |  |
| 6.               | «What Happens at the Party» | 5:54     |  |
| 7.               | «Leaving U 4 the Groove»    | 3:31     |  |
| 8.               | «I Don't Wanna Be»          | 3:37     |  |
| 9.               | «Shots» (featuring Lil Jon) | 3:41     |  |
| 10.              | «Bounce»                    | 4:02     |  |
| 11.              | «I Shake, I Move»           | 3:03     |  |
| 12.              | «I Am Not a Whore»          | 3:15     |  |
| 13.              | «Yes»                       | 3:03     |  |
| 14.              | «Scream My Name»            | 4:17     |  |

| iTunes Store bonus track |               |          |  |
| N.º                      | Título        | Duración |  |
| 15.                      | «Get On Down» | 3:13     |  |

| Amazon.com bonus track |                   |          |  |
| N.º                    | Título            | Duración |  |
| 15.                    | «A Song About Us» | 5:55     |  |

## Party Rock EP
Party Rock EP es un Extended Play o mejor dicho un remake del álbum Party Rock que salen 4 canciones más la versión censurada de la canción I'm in Miami Bitch como I'm in Miami Trick. Esta es la lista de canciones:

## Lista de canciones
01. I'm in Miami Bitch (3:48)
02. Yes (3:04)
03. I Am Not a Whore (3:16)
04. La La La (3:31)
05. I'm in Miami Trick (3:49)

## Posicionamiento

### Listas
| Lista (2009–2011)             | posición |
| ----------------------------- | -------- |
| Australian Urban Albums Chart | 12       |
| Canadian Albums Chart         | 40       |
| French Albums Chart           | 56       |
| U.S Billboard 200             | 33       |
| UK Dance Albums Chart         | 31       |